# Courcelles (Loiret)
Courcelles település Franciaországban, Loiret megyében. Lakosainak száma 318 fő (2022. január 1.). Courcelles Yèvre-la-Ville, Batilly-en-Gâtinais, Bouilly-en-Gâtinais, Boynes és Nancray-sur-Rimarde községekkel határos.

## Népesség
A település népességének változása:
| Lakosok száma | 213  | 230  | 248  | 274  | 282  | 296  | 309  | 311  | 313  | 318  |
|               | 1968 | 1982 | 1990 | 2006 | 2013 | 2015 | 2017 | 2019 | 2020 | 2022 |